# Гай Веттій Грат Аттік Сабініан
Гай Веттій Грат Аттік Сабініан (лат. Gaius Vettius Gratus Atticus Sabinianus; ? — після 242) — державний діяч часів Римської імперії, консул 242 року.

## Життєпис
Походив з патриціанського роду Веттіїв. Син Гая Веттія Грата Сабініана, консула 221 року, та Аттіки. Здобув гарну освіту. Становище його родини сприяло кар'єрі.
У 228 році призначається дуумвіром, що відповідав за дотримання якості доріг Риму (Quattuorvir viarum curandum). Після цього командував однією з турм (кінних загонів) під час перських походів 230 та 232 років.
У 234 році стає квестором, а у 239 році призначається претором. У 240 році призначається одним з префектів фрументаріїв. Під час своєї каденції опікувався розподілом вільних залишків зерна на околицях Рима.
У 241 році обіймав важливу посаду куратора віа Фламінія, а також відповідав за постачання зерна до Риму. У 242 році разом зі своїм шварґом Гаєм Азінієм Лепідом Претекстатом призначений консулом.

## Родина
Дружина — Азінія, донька Гая Азінія лепіда, проконсула Капподокії у 222—226 роках
Діти:
- Гай Веттій Грат, консул 280 року (можливо)